# Pepa Päivinen

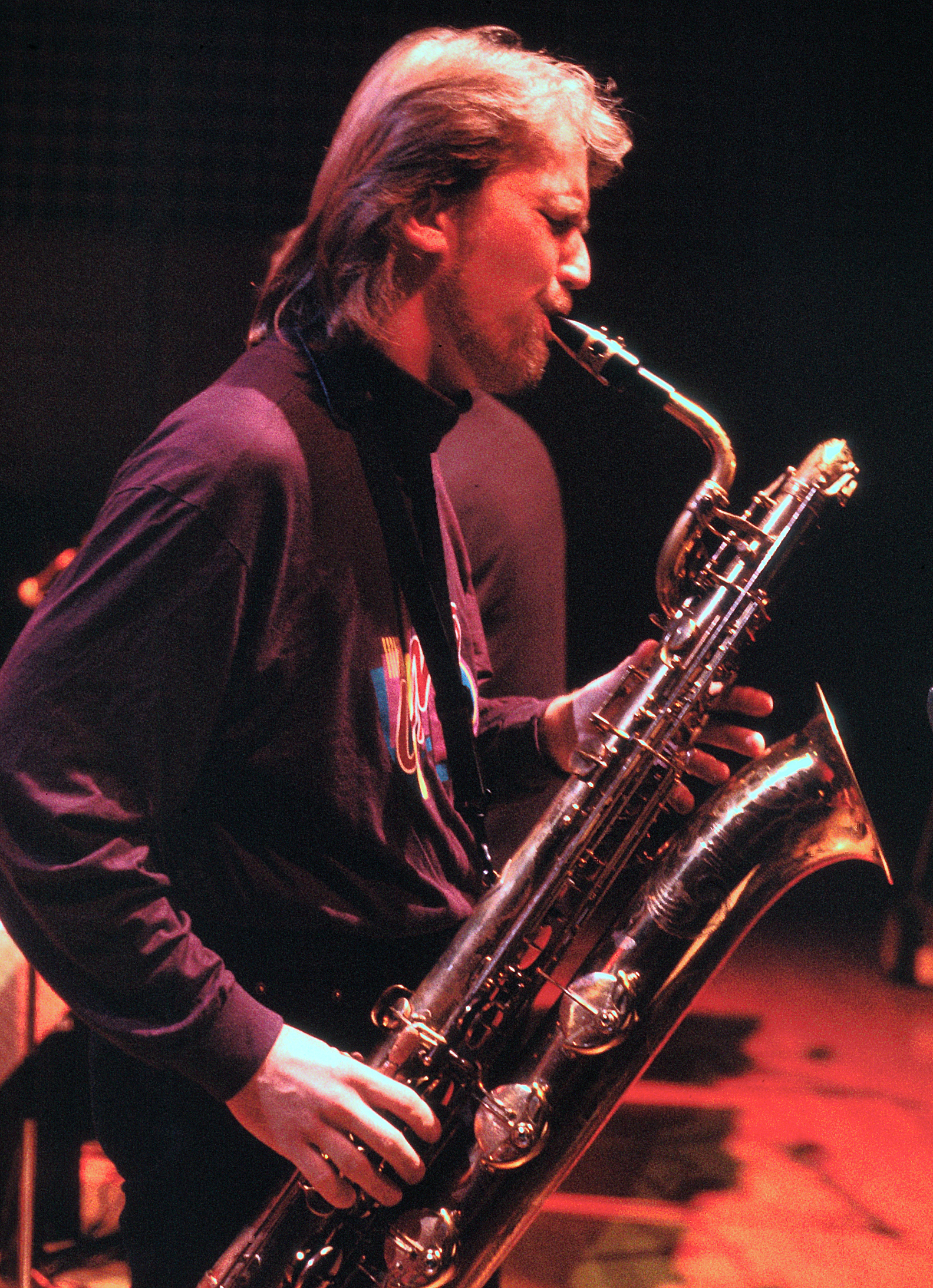
Pepa Päivinen bei einem Auftritt des UMO Jazz Orchestra (1993)

Pertti „Pepa“ Päivinen (* 2. Juni 1955) ist ein finnischer Jazzmusiker (Bariton-, Bass-, Tenor-, Sopransaxophon, Klarinette, Bassklarinette, Flöte, Komposition). 

## Leben und Wirken
Päivinen  begann mit zwölf Jahren Flötenunterricht bei Seppo „Baron“ Paakkunainen zu nehmen. Ab 1975 studierte er am Pop & Jazz Konservatorium Helsinki bei Juhani Aaltonen und Kai Backlund. Er spielte zunächst bei Sami Hurmerinta, dem Sänger Tapani Kansa und Arto Sotavalta. 1979 wurde er Mitglied der Band von Jukka Tolonen, mit dem er Tourneen durch Europa unternahm. 1984 holte ihn Edward Vesala für ein Jahr in seine Gruppe Sound & Fury (der er auch zwischen 1989 und 1997 angehörte). Seit 1985 gehört er zum UMO Jazz Orchestra. 1988 ging er auch mit Anthony Braxtons Braxtonia auf Konzertreise. 1998 gründete er ein eigenes Trio, aus dem sich ein Quartett entwickelte. Daneben spielt er in der Band von Samuli Mikkonen. Auch nahm er mit Iro Haarla, Henrik Otto Donner und der Band Wolf Larsen (Viapori) auf.

## Preise und Auszeichnungen
Päivinen bekam 1984 den Pekka Pöyry-Award. 1999 wurde er für sein Album Umpsukkelis mit einem Jazz-Emma ausgezeichnet und erhielt im Jahr 2000 den Georgie Award der finnischen Jazzföderation. 

## Diskographische Hinweise
- Saxigon (1997, mit Edward Vesala, Iro Haarla, Jimi Sumén)
- Pepa Päivinen Trio: Umpsukkelis (1999)
- Iro Haarla & Pepa Päivinen: YarraYarra (2001)
- Pepa Päivinen Trio: Fun Faraway (2002)
- Pepa Päivinen Quartet: Tiram num (2005)
- Pepa Päivinen Quintet: North Pipe (2008, mit Timo Kämäräinen, Ville Huolman, Mikko Hassinen)